# Катастрофа Ан-2 в Херсоні
Катастрофа Ан-2 в Херсоні — авіаційна катастрофа, що сталася 11 серпня 1972 року в Херсонському аеропорту з літаком Ан-2 авіакомпанії Аерофлот, в результаті чого загинули 14 людей.

## Літак
Ан-2 з бортовим номером СРСР-01526 (заводський — 1G80-20, двигун — К 1508926) був випущений 16 березня 1967 року і належав Херсонському авіазагону Українського управління цивільної авіації. До моменту катастрофи літак мав напрацювання 5037 льотних годин і 12 956 посадок.

## Екіпаж
Склад екіпажу[відсутнє в джерелі]:
- Командир повітряного судна — В'ячеслав Михайлович Половков;
- Другий пілот — Валерій Васильович Бабенко.

## Катастрофа
Літак виконував місцевий рейс Д-44 з Новоолексіївки в Херсон. Виліт був здійснений о 17:40. Всього на борту, крім екіпажу, перебували також 11 дорослих пасажирів та 6 дітей. Аж до входу у повітряну зону Херсонського аеропорту політ проходив без відхилень. Після проходження траверза Гола Пристань екіпаж перейшов на зв'язок з диспетчером СДП і отримав від нього умови посадки. В аеропорту в цей час стояла відносно спокійна погода, хмарність 7/10 бали, купчасто-дощова і висотою 1200 метрів, на північному сході гроза, вітер слабкий, видимість 10 кілометрів.
О 18:05 екіпаж запросив дозволу на посадку на ґрунтову ЗПС 2 з посадковим курсом 42°. Диспетчер дозволив посадку, але попередив, що на аеродромі проводяться польоти вертольотів Мі-6 військової частини 19160.

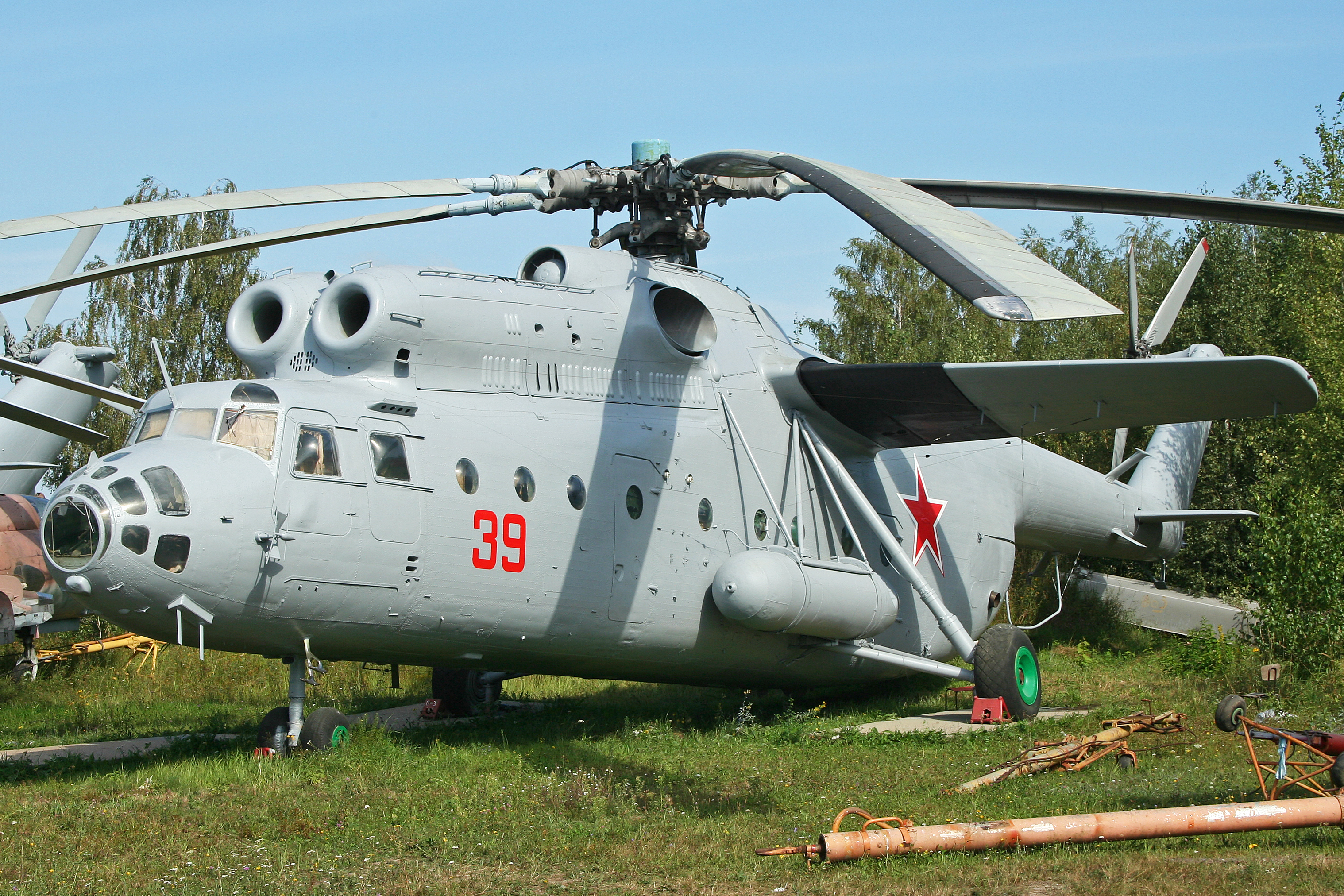
Вертоліт Мі-6

Ан-2 був за 550—600 метрів від початку ґрунтової ЗПС 2, коли на металеву ЗПС, що знаходиться в 140 метрах від неї і паралельно з нею, приземлився військовий Мі-6. Він приземлився за 1150—1200 метрів від літака і за 140 метрів від його траєкторії з інтервалом часу близько 47 секунд. Літак був на висоті 20-30 метрів на глісаді, коли його спершу дуже похилило різко вправо на 70°, потім вліво, а потім знову праворуч вже на 90°. При вертикальному положенні крил підйомна сила зникла, після чого Ан-2, що втратив керування, о 18:06 врізався правою полукоробкою, а потім носом у землю за 400 метрах від торця смуги, зруйнувався і загорівся. Прибулі пожежники ліквідували загоряння протягом 1,5—2 хвилин, однак у катастрофі загинули обидва пілоти і 12 пасажирів. Три дорослих пасажира були важко поранені, ще один дорослий пасажир і дитина не постраждали.

## Причини
З висновків комісії:
1. Мінімальний інтервал часу (45 секунд), встановлений НПП ГА-71 та ІПП аеропорту Херсон не забезпечує безпеки польотів при попаданні легкомоторних літаків (вертольотів) у супутню струмінь від турбогвинтових літаків і вертольотів 1-2 класу.
2. Невідповідність в установленні висоти прольоту вертольотів над авіатехнікою, що стоїть на землі, в документах ВПС і МРА (ВПС — 25 метрів, МЦА — два діаметра несучих гвинтів, для Мі-6 — 72 метри). Практично, при прольоті Мі-6 на висоті 25 метрів авіатехніка на землі руйнується, що може призвести до її відмови в повітрі (мали місце випадки поломки несучих гвинтів Ка-26 і рулів літаків).
3. Тяжкість авіаційної події посилило те, що частина пасажирів була не пристебнута, при посадці в літак ні квитки, ні документи не перевірялися. В результаті на борту виявилося два зайвих пасажира (дитини). Один пасажир без квитка.
4. Рекомендації по тимчасовим і лінійним інтервалам при заході на посадку легкомоторних літаків і вертольотів за повітряними суднами з газотурбінними двигунами відсутні.